# Cantón de Bouchain
El cantón de Bouchain era una división administrativa francesa, que estaba situada en el departamento de Norte y la región de Norte-Paso de Calais.

## Composición
El cantón estaba formado por catorce comunas:
- Avesnes-le-Sec
- Bouchain
- Émerchicourt
- Haspres
- Hordain
- Lieu-Saint-Amand
- Lourches
- Marquette-en-Ostrevant
- Mastaing
- Neuville-sur-Escaut
- Noyelles-sur-Selle
- Rœulx
- Wasnes-au-Bac
- Wavrechain-sous-Faulx

## Supresión del cantón de Bouchain
En aplicación del Decreto nº 2014-167 de 17 de febrero de 2014, el cantón de Bouchain fue suprimido el 22 de marzo de 2015 y sus 14 comunas pasaron a formar parte; trece del nuevo cantón de Denain y una del nuevo cantón de Aulnoy-lez-Valenciennes.